# Héctor Carabalí
Héctor Carabalí (Guayaquil, 15 de fevereiro de 1972) é um ex-futebolista equatoriano que atuava como volante.

## Carreira
Carabali volante de forte marcação e constante presença na seleção de seu país, atuou por uma temporada no São Paulo Futebol Clube, não se firmando e voltando ao futebol pátrio.

## Seleção
Héctor Carabalí integrou a Seleção Equatoriana de Futebol na Copa América de 1993, 1995, 1997 e 1999.